# Xenarc (poeta)
Xenarc (en llatí Xenarchus, en grec antic Ξέναρχος) fou un poeta còmic atenenc de la comèdia mitjana, contemporani de Timocles que va viure en temps d'Alexandre el Gran.
Es conserven els títols i fragments considerables d'alguna de les seves obres citats per Ateneu de Nàucratis:
- Βουταλίων (Boutalion)
- Δίδυμοι (Dídimoi)
- Πένταθλος (Pentathlos "El pentatleta")
- Πορφύρα (Porphyra)
- Πρίαπος (Príap)
- Σκύθαι (Skithai)
- Στρατιώτης (Stratiotes "soldat")
- Ὕπνος (Hipnos).

Suides també en parla. Fabricius l'inclou a la Bibliotheca Graeca.